# Chase Tapley
Chase Tapley (Sacramento, 3 giugno 1991) è un ex cestista statunitense, professionista nella NBDL ed in Europa.

## Carriera

### NCAA
Ha giocato per quattro stagioni a San Diego State, con medie complessive di 11,4 punti, 3,1 rimbalzi e 2,3 assist a partita.

### Professionista
Dopo aver giocato in Uruguay all'Hebraica Macabi, ha giocato per una stagione nella NBDL con i Tulsa 66ers.